# کوچکیلدینو
کوچکیلدینو (انگلیسی: Kochkildino) یک شهرک در شهرستان میشکینسکی استان باشقیرستان کشور روسیه است.